# Howeina camptocytheroidea
Howeina camptocytheroidea is een mosselkreeftjessoort uit de familie van de Cytheruridae. De wetenschappelijke naam van de soort is voor het eerst geldig gepubliceerd in 1957 door Hanai.